# AKB - bebyggelser siden 1913
AKB - bebyggelser siden 1913 er en dansk dokumentarfilm.